# Volta Ciclista a Catalunya 2000
La Volta Ciclista a Catalunya 2000, ottantesima edizione della corsa, si svolse in otto tappe dal 15 al 22 giugno 2000, per un percorso totale di 983,8 km con partenza da La Pineda e arrivo all'Alt de la Rabassa (Andorra). La vittoria fu appannaggio dello spagnolo José María Jiménez, che completò il percorso in 24h36'59", precedendo il connazionale Óscar Sevilla e l'italiano Leonardo Piepoli.
I corridori che partirono da La Pineda furono 128, mentre coloro che tagliarono il traguardo di Alt de la Rabassa furono 56.

## Tappe
| Tappa  | Data      | Percorso                                                                | km    | Vincitore di tappa | Leader cl. generale |
| ------ | --------- | ----------------------------------------------------------------------- | ----- | ------------------ | ------------------- |
| 1ª     | 15 giugno | La Pineda > Vila-seca (cronosquadre)                                    | 21,8  | ONCE-Deutsche Bank | David Cañada        |
| 2ª     | 16 giugno | Vila-seca > Vilanova i la Geltrú                                        | 160,3 | Erik Zabel         | Marcos Serrano      |
| 3ª     | 17 giugno | Vilanova i la Geltrú > Badalona                                         | 153,6 | Erik Zabel         | Marcos Serrano      |
| 4ª     | 18 giugno | Badalona > Barcellona                                                   | 158,4 | Gabriele Missaglia | David Cañada        |
| 5ª     | 19 giugno | Argentona > Roses                                                       | 159,1 | Giovanni Lombardi  | David Cañada        |
| 6ª     | 20 giugno | Roses > Prades                                                          | 163,9 | Giovanni Lombardi  | Pavel Tonkov        |
| 7ª     | 21 giugno | Prades > Cortals d'Encamp (AND)                                         | 154,1 | José María Jiménez | José María Jiménez  |
| 8ª     | 22 giugno | Sant Julià de Lòria (AND) > Alt de la Rabassa (AND) (cron. individuale) | 12,6  | José María Jiménez | José María Jiménez  |
| Totale | Totale    | Totale                                                                  | 983,8 |                    |                     |

## Squadre e corridori partecipanti
| N.    | Cod. | Squadra                          |
| ----- | ---- | -------------------------------- |
| 1-8   | MAP  | Mapei-Quick Step                 |
| 11-18 | TEL  | Team Deutsche Telekom            |
| 21-28 | KEL  | Kelme-Costa Blanca               |
| 31-38 | LAM  | Lampre-Daikin                    |
| 41-48 | BAN  | Banesto                          |
| 51-58 | VIT  | Vitalicio Seguros-Grupo Generali |
| 61-68 | EUS  | Euskaltel-Euskadi                |
| 71-78 | ONE  | ONCE-Deutsche Bank               |

| N.      | Cod. | Squadra                  |
| ------- | ---- | ------------------------ |
| 81-88   | USP  | US Postal Service        |
| 91-98   | REL  | Relax-Fuenlabrada        |
| 101-108 | VIN  | Vini Caldirola-Sidermec  |
| 111-118 | JAZ  | Jazztel-Costa Almeria    |
| 121-128 | MCJ  | Memory Card-Jack & Jones |
| 131-138 | FAR  | Farm Frites              |
| 141-148 | FES  | Festina                  |
| 151-158 | CTA  | Cantina Tollo-Regain     |

## Dettagli delle tappe

### 1ª tappa
- 15 giugno: La Pineda > Vila-seca – Cronometro a squadre – 21,8 km

Risultati
| Pos. | Squadra            | Tempo  |
| ---- | ------------------ | ------ |
| 1    | ONCE-Deutsche Bank | 26'22" |
| 2    | Vitalicio Seguros  | a 6"   |
| 3    | Mapei-Quick Step   | a 18"  |

| Pos. | Corridore         | Squadra | Tempo  |
| ---- | ----------------- | ------- | ------ |
| 1    | David Cañada      | ONCE    | 26'22" |
| 2    | Nicolas Jalabert  | ONCE    | s.t.   |
| 3    | Rafael Díaz Justo | ONCE    | s.t.   |

### 2ª tappa
- 16 giugno: Vila-seca > Vilanova i la Geltrú – 160,3 km

Risultati
| Pos. | Corridore       | Squadra   | Tempo    |
| ---- | --------------- | --------- | -------- |
| 1    | Erik Zabel      | Telekom   | 3h52'47" |
| 2    | Marcel Wüst     | Festina   | s.t.     |
| 3    | Zoran Klemenčič | Vini Cal. | s.t.     |

| Pos. | Corridore          | Squadra | Tempo    |
| ---- | ------------------ | ------- | -------- |
| 1    | Marcos Serrano     | ONCE    | 4h19'09" |
| 2    | Nicolas Jalabert   | ONCE    | s.t.     |
| 3    | Peter Luttenberger | ONCE    | s.t.     |

### 3ª tappa
- 17 giugno: Vilanova i la Geltrú > Badalona – 153,6 km

Risultati
| Pos. | Corridore     | Squadra     | Tempo    |
| ---- | ------------- | ----------- | -------- |
| 1    | Erik Zabel    | Telekom     | 3h53'21" |
| 2    | Sergej Ivanov | Farm Frites | s.t.     |
| 3    | David Clinger | Festina     | s.t.     |

| Pos. | Corridore          | Squadra | Tempo    |
| ---- | ------------------ | ------- | -------- |
| 1    | Marcos Serrano     | ONCE    | 8h12'30" |
| 2    | Peter Luttenberger | ONCE    | s.t.     |
| 3    | David Cañada       | ONCE    | s.t.     |

### 4ª tappa
- 18 giugno: Badalona > Barcellona – 115,8 km

Risultati
| Pos. | Corridore          | Squadra       | Tempo    |
| ---- | ------------------ | ------------- | -------- |
| 1    | Gabriele Missaglia | Lampre-Daikin | 3h38'15" |
| 2    | Gianpaolo Mondini  | Cantina T.    | s.t.     |
| 3    | Paolo Bettini      | Mapei         | s.t.     |

| Pos. | Corridore              | Squadra      | Tempo     |
| ---- | ---------------------- | ------------ | --------- |
| 1    | David Cañada           | ONCE         | 11h50'45" |
| 2    | Santiago Blanco        | Vitalicio S. | a 2"      |
| 3    | Francisco Tomás García | Vitalicio S. | s.t.      |

### 5ª tappa
- 19 giugno: Argentona > Roses – 159,1 km

Risultati
| Pos. | Corridore         | Squadra   | Tempo    |
| ---- | ----------------- | --------- | -------- |
| 1    | Giovanni Lombardi | Telekom   | 3h40'44" |
| 2    | Andrej Hauptman   | Vini Cal. | a 10"    |
| 3    | Allan Johansen    | Memory C. | a 13"    |

| Pos. | Corridore              | Squadra      | Tempo     |
| ---- | ---------------------- | ------------ | --------- |
| 1    | David Cañada           | ONCE         | 15h48'15" |
| 2    | Santiago Blanco        | Vitalicio S. | a 2"      |
| 3    | Francisco Tomás García | Vitalicio S. | s.t.      |

### 6ª tappa
- 20 giugno: Roses > Prades – 163,9 km

Risultati
| Pos. | Corridore         | Squadra | Tempo    |
| ---- | ----------------- | ------- | -------- |
| 1    | Giovanni Lombardi | Telekom | 3h55'33" |
| 2    | Óscar Sevilla     | Kelme   | s.t.     |
| 3    | José Luis Arrieta | Banesto | s.t.     |

| Pos. | Corridore         | Squadra | Tempo     |
| ---- | ----------------- | ------- | --------- |
| 1    | Pavel Tonkov      | Mapei   | 19h43'54" |
| 2    | Axel Merckx       | Mapei   | a 21"     |
| 3    | José Luis Arrieta | Banesto | a 1'00"   |

### 7ª tappa
- 21 giugno: Prades > Cortals d'Encamp (AND) – 154,1 km

Risultati
| Pos. | Corridore          | Squadra | Tempo    |
| ---- | ------------------ | ------- | -------- |
| 1    | José María Jiménez | Banesto | 4h22'58" |
| 2    | Óscar Sevilla      | Kelme   | a 59"    |
| 3    | Jörg Jaksche       | Telekom | a 2'10"  |

| Pos. | Corridore          | Squadra      | Tempo     |
| ---- | ------------------ | ------------ | --------- |
| 1    | José María Jiménez | Banesto      | 24h08'32" |
| 2    | Óscar Sevilla      | Kelme        | a 2"      |
| 3    | Santiago Blanco    | Vitalicio S. | a 1'27"   |

### 8ª tappa
- 22 giugno: Sant Julià de Lòria (AND) > Alt de la Rabassa (AND) (cron. individuale)  – 12,6 km

Risultati
| Pos. | Corridore          | Squadra | Tempo  |
| ---- | ------------------ | ------- | ------ |
| 1    | José María Jiménez | Banesto | 28'27" |
| 2    | Roberto Heras      | Kelme   | a 13"  |
| 3    | Leonardo Piepoli   | Banesto | a 28"  |

| Pos. | Corridore          | Squadra | Tempo     |
| ---- | ------------------ | ------- | --------- |
| 1    | José María Jiménez | Banesto | 24h36'59" |
| 2    | Óscar Sevilla      | Kelme   | a 41"     |
| 3    | Leonardo Piepoli   | Banesto | a 3'41"   |

## Classifiche finali

### Classifica generale
| Pos. | Corridore           | Squadra               | Tempo     |
| ---- | ------------------- | --------------------- | --------- |
| 1    | José María Jiménez  | Banesto               | 24h36'59" |
| 2    | Óscar Sevilla       | Kelme-Costa Blanca    | a 41"     |
| 3    | Leonardo Piepoli    | Banesto               | a 3'41"   |
| 4    | Jörg Jaksche        | Team Deutsche Telekom | a 4'15"   |
| 5    | Manuel Beltrán      | Mapei-Quick Step      | a 4'55"   |
| 6    | Santiago Blanco Gil | Vitalicio Seguros     | a 5'05"   |
| 7    | Fernando Escartín   | Kelme-Costa Blanca    | a 5'44"   |
| 8    | Roberto Sgambelluri | Cantina Tollo-Regain  | a 5'51"   |
| 9    | Axel Merckx         | Banesto               | a 6'00"   |
| 10   | Pavel Tonkov        | Mapei-Quick Step      | a 6'10"   |

### Classifica a punti
| Pos. | Corridore          | Squadra            | Punti |
| ---- | ------------------ | ------------------ | ----- |
| 1    | Óscar Sevilla      | Kelme-Costa Blanca | 58    |
| 2    | José María Jiménez | Banesto            | 51    |
| 3    | Roberto Heras      | Kelme-Costa Blanca | 41    |

### Classifica scalatori
| Pos. | Corridore          | Squadra            | Punti |
| ---- | ------------------ | ------------------ | ----- |
| 1    | Óscar Sevilla      | Kelme-Costa Blanca | 78    |
| 2    | José María Jiménez | Banesto            | 58    |
| 3    | Roberto Heras      | Kelme-Costa Blanca | 51    |

### Classifica sprint
| Pos. | Corridore         | Squadra               | Punti |
| ---- | ----------------- | --------------------- | ----- |
| 1    | Guido Trenti      | Cantina Tollo-Regain  | 14    |
| 2    | Jörg Jaksche      | Team Deutsche Telekom | 6     |
| 3    | Gianpaolo Mondini | Cantina Tollo-Regain  | 6     |

### Classifica squadre
| Pos. | Squadra                          | Tempo     |
| ---- | -------------------------------- | --------- |
| 1    | Banesto                          | 82h02'14" |
| 2    | Vitalicio Seguros-Grupo Generali | a 46"     |
| 3    | Kelme-Costa Blanca               | a 1'29"   |